# Дистрикт линија
Дистрикт линија је линија лондонског метроа која иде од Upminster на истоку и Едгвар Роуда на западу до Eрлс Корта у западном Лондону, где се дели на више кракова. Једна грана саобраћа до станице Вимблдон у југозападном Лондону, а кратка грана, са ограниченом услугом, води само једну станицу до Кенсингтон (Олимпија).  Главна рута се наставља на запад од Ерлс Корта до Turnham Green након чега се поново дели на два западна крака, до Ричмонда и Ealing Broadway.
Одштампана зеленом бојом на мапи метроа, линија опслужује 60 станица (више од било које друге подземне линије)  преко 64 км. То је једина подземна линија која користи мост за прелазак реке Темзе, прелазећи на гранама Вимблдона и Ричмонда.  Траса и станице између Barking и Aldgate East деле се са линијом Хамерсмит и Сити, а између Tower Hill и Gloucester Road и на краку Едгвер Роуда деле се са Кружном линију. Неке од станица између South Kensington и Ealing Common деле се са Пикадили линијом. За разлику од лондонских линија дубоког нивоа, железнички тунели су одмах испод површине, а возови су сличне величине онима на британским главним линијама.
Дистрикт линија је најпрометнија од подземних линија и пета најпрометнија линија у подземној железници. 

## Траса
Дистрикт линија је дуга 64 км и опслужује 60 станица.

### Цитати
1. ↑  „London Assembly Questions to the Mayor”. London Assembly. 2022. Приступљено 29. 2. 2024.
2. ↑  „District line working timetable No. 150” (PDF). Transport for London. 20. 5. 2018. Архивирано из оригинала (PDF) 27. 7. 2019. г. Приступљено 27. 7. 2019.
3. ↑  Bayman, Bob (2000). Underground Official Handbook. Capital Transport. стр. 43.
4. ↑  „Greater London Authority Questions to the Mayor”. Greater London Authority. 2022. Приступљено 29. 2. 2024.
5. ↑  „District line facts”. www.tfl.gov.uk (на језику: енглески). Transport for London. Приступљено 2025-02-03.
6. ↑  „Key facts”. Transport for London. Архивирано из оригинала 29. 5. 2007. г. Приступљено 1. 12. 2012.